# پنساوکن، نیوجرسی
پنساوکن (به انگلیسی: Pennsauken Township) شهری در ایالت نیوجرسی کشور ایالات متحده آمریکا است که جمعیت آن در سرشماری سال ۲۰۱۰ میلادی، ۳۵٬۸۸۵ نفر بوده‌است.